# Musée des Beaux-Arts de Bordeaux

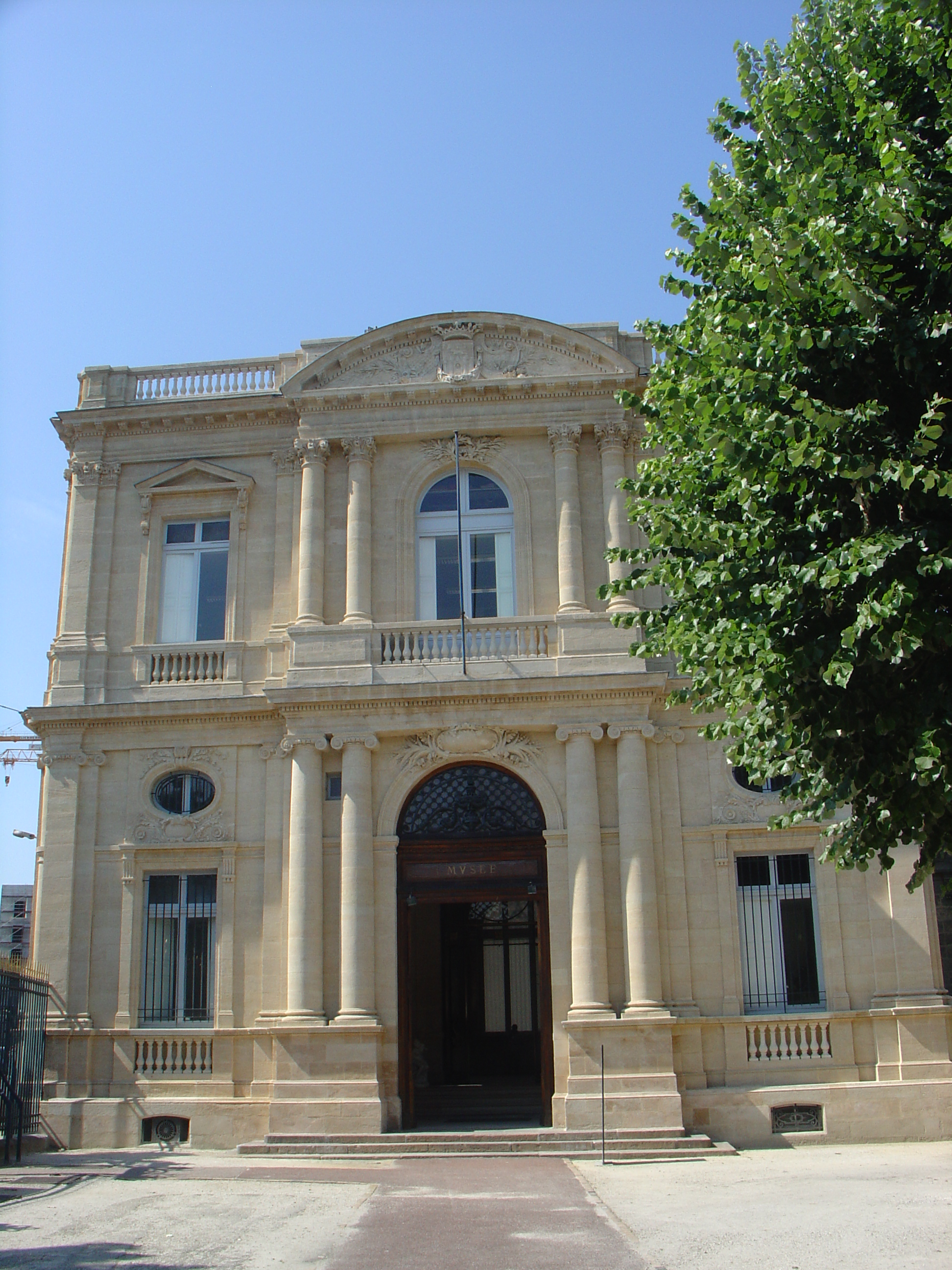
Museumseingang

Das Musée des Beaux-Arts de Bordeaux ist ein Kunstmuseum in der französischen Stadt Bordeaux im Département Gironde.

## Geschichte
Als Gründungsakt für das Museum gilt das Dekret vom 14. Fructidor des Jahres IX (1. September 1801), durch das der Versand von Kunstwerken zur Einrichtung eines Museums in 15 Städten angeordnet wurde. Nur wenige historische Werke hatten den Revolutionsterror vor Ort überlebt und waren in einem Lager im ehemaligen Feuillanten-Kloster untergebracht. Die staatlichen Lieferungen in den Jahren 1803 und 1805 umfassten zusammen 44 Werke und bildeten Grundlage für die Sammlungen europäischer Malerei des 16., 17. und 18. Jahrhunderts. Die Stadt Bordeaux beauftragte den Maler Pierre Lacour, Professor für Zeichnen und Mitglied der Société des sciences, belles-lettres et arts als ersten Kurator mit der Organisation des Museums. Er konnte die Bestände um acht Gemälde und zwei Skulpturen erweitern, die die revolutionären Beschlagnahmen überlebt hatten.
Ende 1810 wurde das Museum der Öffentlichkeit zugänglich gemacht. Untergebracht war es im ehemaligen Haus von Jean-Jacques Bel, dem früheren Sitz der Königlichen Akademie der Wissenschaften und von Belles-Lettres et Arts, das durch den Architekten Richard-François Bonfin (1730–1814) für die neue Zweckbestimmung umgebaut wurde. Angegliedert waren eine Zeichenschule, eine Bibliothek und ein Antiquitätenkabinett und ein Observatorium. Im Zuge der Eröffnung machte François-Lucie Doucet, ein Pariser Goldschmied, mit dem Pierre Lacour befreundet war, eine größere Stiftung.
Als Lacour 1814 starb, trat sein gleichnamiger Sohn Pierre Lacour (1778–1859) die Nachfolge an. Ihm ist die erste wissenschaftliche Arbeit über das Museum zu verdanken und insbesondere die Publikation eines vollständigen Sammlungskatalogs (1855, zusammen mit Jules Delpit). Wegen der geringen Platzkapazitäten am bisherigen Standort wurden die Sammlungen schließlich in den Nordflügel des Palais Rohan, dem heutigen Rathaus der Stadt Bordeaux, verbracht und Ende 1820 dort neu eröffnet. Mit dem Umzug ergab sich auch die Möglichkeit zur weiteren Ergänzung der Bestände. 1829 wurde sie mit Unterstützung König Karls X. um die 263 Gemälde umfassende Sammlung des Marquis de Lacaze bereichert, der als Kriegskommissar durch Europa und insbesondere Deutschland gereist war und eine Sammlung herausragender Werke gesammelt hatte. Seit 1850 besteht eine Gesellschaft der Freunde des Museums, die weitere Akquisitionen unterstützte.
Mit dem Wachstum der Sammlung wurde auch das Platzproblem wieder virulent. Bei zwei Bränden des Palais Rohan am 13. Juni 1862 und 7. Dezember 1870 wurden einige Gemälde beschädigt bzw. zerstört. Infolge des zweiten Brandfalls wurde der Architekt Charles Burguet mit dem Bau zweier Flügel auf der Gartenseite des Gebäudes beauftragt, die die Sammlungen seither beherbergen. Nach dem Zweiten Weltkrieg wurden sie neu inventarisiert.

## Sammlungen
Die Sammlungen wurden 2014 neu strukturiert. Sie umfassen 2297 Gemälde, 666 Skulpturen sowie 1564 Drucke und 3328 Zeichnungen. Im Südflügel werden heute vorwiegend Maler des 15. bis 18. Jahrhunderts gezeigt, darunter Peter Paul Rubens, van Dyck und Perugino. Im Nordflügel befinden sich Werke des 19. und 20. Jahrhunderts mit Arbeiten von Auguste Renoir, Georges Seurat, Albert Marquet, Henri Matisse, Oskar Kokoschka und Pablo Picasso sowie eine Bronzebüste des aus Bordeaux stammenden Nobelpreisträgers François Mauriac von Ossip Zadkine.

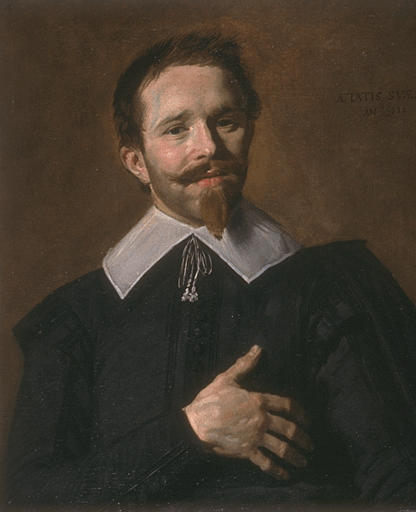
Frans Hals (zugeschrieben): Mann mit der Hand auf dem Herzen (Öl auf Leinwand, 1632)
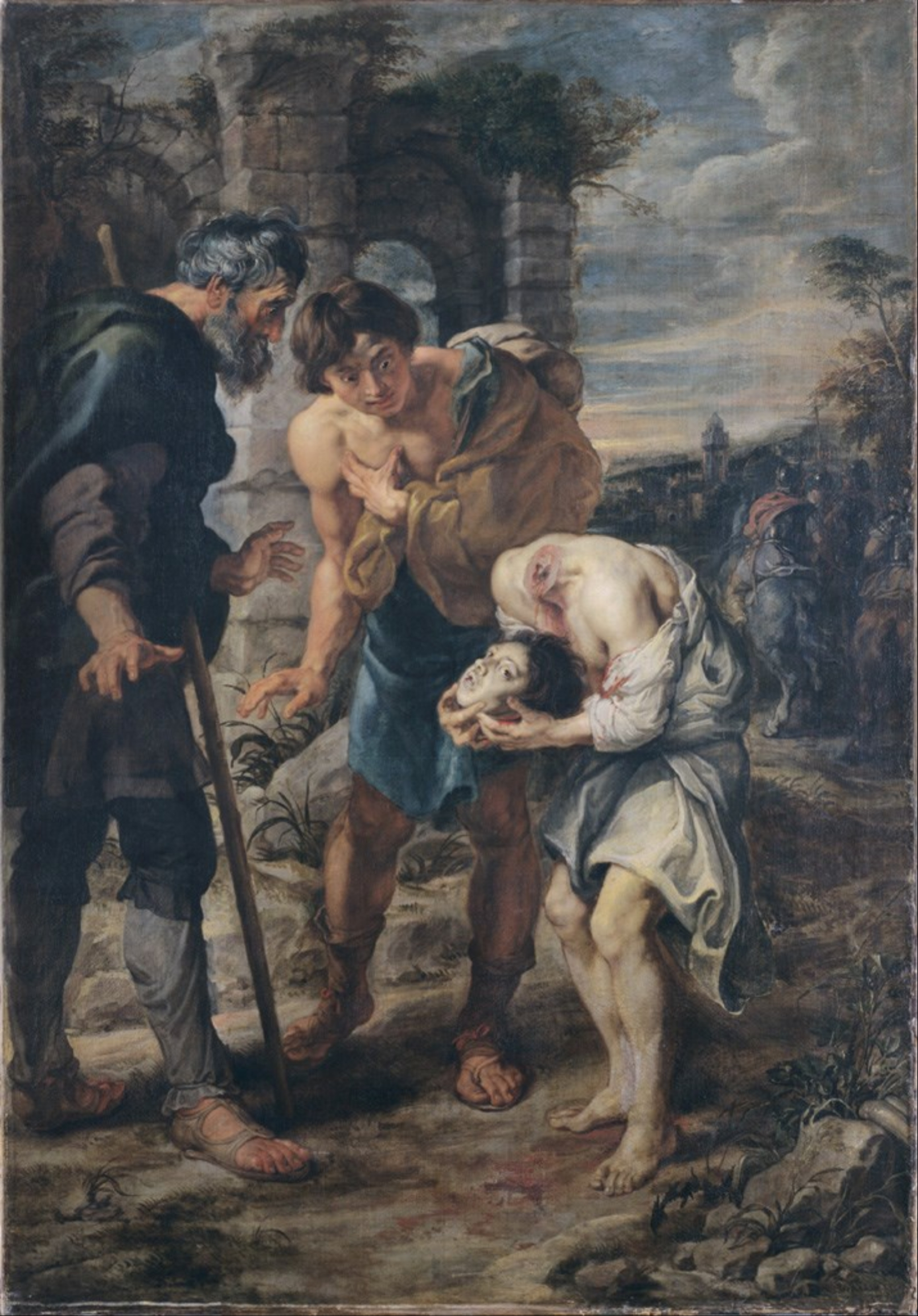
Peter-Paul Rubens: Le Miracle de Saint Just (Öl auf Leinwand, vor 1640)
Antoine-Jean Gros: Embarquement de la duchesse d’Angoulême à Pauillac (Öl auf Leinwand, 1818)
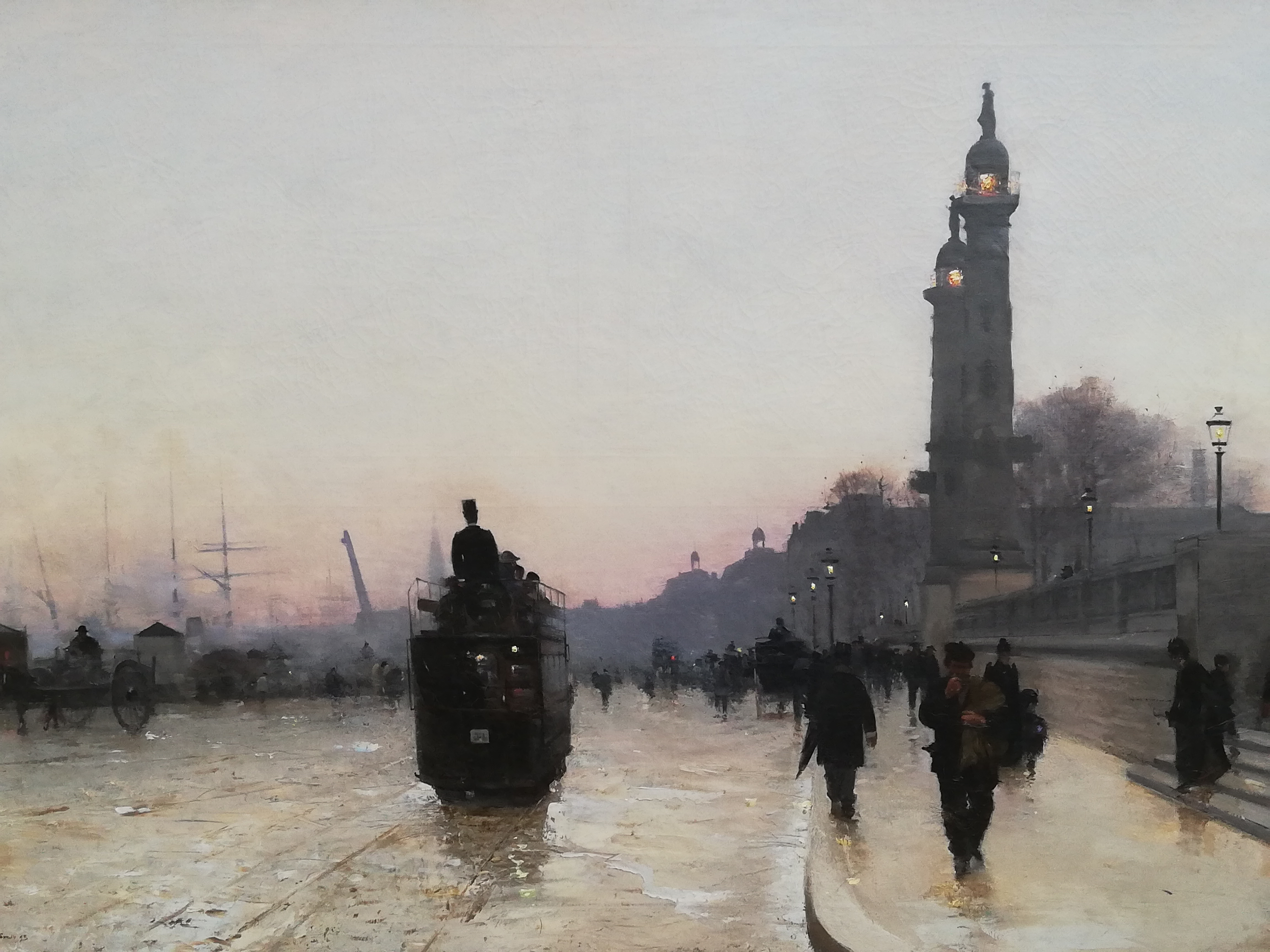
Alfred Smith: Les Quais de Bordeaux (Öl auf Leinwand, 1892)
Albert Marquet: Le Sergent de la coloniale (Öl auf Leinwand, um 1906)